# Stefano Celozzi
Stefano Celozzi (* 2. November 1988 in Günzburg, Bayern) ist ein ehemaliger deutscher Fußball-Bundesliga-Spieler italienischer Abstammung.

## Leben
Celozzi wurde im schwäbischen Günzburg als Sohn italienischer Immigranten geboren. Sein Vater ist Pio Celozzi, der zwischen 2002 und 2009 Fußball-Jugendtrainer beim SSV Ulm 1846 war. Stefano Celozzi hat einen Bruder namens Riccardo.

## Karriere

### Vereine
Celozzi begann in Bubesheim beim ortsansässigen Sportclub mit dem Fußballspielen, war später beim TSV 1924 Wasserburg, einem Stadtteilverein in Günzburg, aktiv und gelangte danach in die Jugendabteilung des SSV Ulm 1846. Nachdem er regelmäßig gute Leistungen gezeigt hatte, wurden die Verantwortlichen des FC Bayern München, der mit den Ulmern eine Vereinspartnerschaft pflegt, auf ihn aufmerksam. Zu Beginn der Saison 2005/06 wechselte Celozzi gemeinsam mit Deniz Yılmaz schließlich in die Jugendabteilung des FC Bayern München. Aufgrund der Personalnot in der Defensive berief Hermann Gerland, Trainer der zweiten Mannschaft, Celozzi in die Regionalligamannschaft. Dort wurde er zur festen Größe. Mehrere Verletzungen warfen ihn jedoch zurück; zunächst spielte er daher nur in der U19-Nachwuchsmannschaft. Zur Rückrunde der Saison 2006/07 kehrte er ins Regionalliga-Team zurück.
Am 1. Mai 2007 wurde Celozzi von Ottmar Hitzfeld erstmals in die Trainingsgruppe der Profis berufen. In der Saison 2007/08 gehörte er als Vertragsspieler zum erweiterten Profikader, blieb allerdings ohne Pflichtspieleinsatz.
Zur Saison 2008/09 wechselte Celozzi für etwa 200.000 Euro zum Bundesligisten Karlsruher SC, für den er einen bis 2011 gültigen Vertrag unterschrieb. Am 16. August 2008 (1. Spieltag) debütierte Celozzi beim 1:0-Sieg im Heimspiel gegen den VfL Bochum. Obwohl nach Ablauf der Spielzeit der Abstieg des KSC aus der Bundesliga feststand, war Celozzi ein Gewinner der Saison. Er setzte sich bei den Karlsruhern durch und entwickelte sich zu einem der Publikumslieblinge. Seine Leistungen würdigten die Fans nach Saisonende, indem sie den Verteidiger zum „KSC-Spieler des Jahres“ wählten.
Zur Saison 2009/10 wechselte Celozzi zum VfB Stuttgart. Mit dem VfB Stuttgart bestritt er am 18. August 2009 sein erstes Spiel in den Ausscheidungsspielen zur Teilnahme an der Champions League 2009/10 gegen den rumänischen Vertreter FC Timișoara, sechs weitere bis zum Ausscheiden im Achtelfinale schlossen sich an. Seinen höchsten Marktwert, von drei Millionen Euro, hatte er 2010 im Alter von 21 Jahren beim VfB Stuttgart.
Der VfB Stuttgart verlängerte den zum 30. Juni 2012 auslaufenden Vertrag mit Celozzi nicht. Daraufhin wurde er vom Ligakonkurrenten Eintracht Frankfurt zur Saison 2012/13 verpflichtet. Beim Aufsteiger unterschrieb Celozzi einen bis zum 30. Juni 2014 gültigen Vertrag.
Nachdem Celozzis Vertrag nicht verlängert wurde – in zwei Spielzeiten kam er über eine Reservistenrolle nicht hinaus – wechselte er zum Zweitligisten VfL Bochum, für den er am 2. August 2014 (1. Spieltag) beim 1:1-Unentschieden im Heimspiel gegen die SpVgg Greuther Fürth debütierte. Für Bochum erzielte er am 13. August 2016, dem 2. Spieltag der Saison 2016/17, beim 1:1-Unentschieden gegen seinen ehemaligen Verein, den Karlsruher SC, in seinem 163. Profispiel seinen ersten Treffer zum zwischenzeitlichen 1:0. In der Saison 2017/18 stieg er nach der Suspendierung von Felix Bastians unter dem Interimstrainer und späteren Cheftrainer Jens Rasiejewski zum Mannschaftskapitän Bochums auf. Diese Stellung konnte er unter dem nachfolgenden Coach Robin Dutt beibehalten. In der Spielzeit 2019/20 verlor der Verteidiger seinen Stammplatz, sein Kapitänsamt wurde von Cheftrainer Dutt an Anthony Losilla übertragen. Celozzi kam auf sechs wettbewerbsübergreifende Startelfeinsätze, erhielt keine Verlängerung seines auslaufenden Vertrags mehr und ist seit dem vereinslos.
Sein Karriereende war am 1. Juli 2020.

### Nationalmannschaft
Celozzi absolvierte für die U16-Nationalmannschaft sieben Länderspiele; erstmals am 26. August 2003 in Weil am Rhein beim 5:0-Sieg gegen die Auswahl der Schweiz, letztmals am 26. Mai 2004 in Prüm beim 2:0-Sieg gegen die Auswahl Belgiens. In der U17-Nationalmannschaft kam er sechsmal zum Einsatz; erstmals am 30. September 2004 in Parchim beim 4:0-Sieg gegen die Auswahl Litauens, letztmals am 30. März 2005 in Sandhausen bei der 2:3-Niederlage gegen die Auswahl der Niederlande. Am 11. August 2009 debütierte er in der U21-Auswahl, als er in Kiew bei der 1:3-Niederlage gegen die Auswahlmannschaft der Türkei in der 69. Minute für Daniel Schwaab eingewechselt wurde.